# Sunstreaker
Sunstreaker (chiamato così negli Stati Uniti e in Giappone, Lince in Italia) è un personaggio dei Transformers, uno dei principali membri degli Autobots di Cybertron, presente fin dalla prima serie animata degli anni '80, conosciuta come Transformers (G1).

## Animazione

### Transformers Generation 1

#### Transformers (serie animata) (1984-1987)
Presente fin dalla prima stagione della serie animata Transformers (G1) della metà degli anni '80, faceva parte del primo gruppo di Autobots precipitati sulla Terra e risvegliatisi nel 1984 a causa di un'eruzione vulcanica e si trasformava in una sfrecciante Lamborghini Countach Lp500s di colore giallo brillante, modificata, con motore elaborato in vista.
L’etimologia del suo nome nella versione americana può essere interpretata come derivata dalla parola composta “sun”, cioè “sole”, e “streaker”, ovvero “colui che striscia o frange”, quindi letteralmente “frangisole” o "striscia di sole", oppure in senso più smaliziato "colui che si straccia i vestiti denudandosi alla luce del sole", quindi “esibizionista”, ad evidenziare entrambe le sue caratteristiche sia di sbruffone che di velocista. Estremamente vanitoso e arrogante, causava spesso tensioni con il resto dei membri degli Autobots. Gli unici motivi per cui Optimus Prime l’aveva scelto come membro dell’equipaggio dell’Arca erano la sua incredibile capacità combattiva sul campo e la sua notevole rapidità d’azione. Nel corso delle tre stagioni e del lungometraggio della prima storica serie affrontava svariate avventure sempre in prima linea.
Aveva un robot "fratello gemello" di nome Sideswipe (Freccia nella versione italiana), il solo a suo giudizio a meritare il suo rispetto, che si trasformava anch'egli in una Lamborghini Countach Lp500s però di colore rosso fiammante.
Nel corso della serie stringeva una importante amicizia con Chip Case, un ragazzo disabile sulla sedia a rotelle, intelligentissimo e geniale amico di Spyke Witwicky. Quando Chip veniva rapito dai Decepticons per essere costretto a lavorare in laboratorio alla formula dell’antimateria, Sunstreaker era il primo a mobilitarsi per organizzare una squadra di recupero, precipitandosi comicamente stampando la sua sagoma sul muro. Sunstreaker tentava poi, assieme a Tracks, ad Hoist, a Powerglide e a Warpath, di diventare una star del cinema; recatisi infatti sul set cinematografico di un film intitolato “Attacco dei Robot Alieni”, venivano notati dal regista che li scritturava come auto stuntman e per interpretare degli alieni facendo indossar loro delle maschere. Scoprirà, assieme agli amici, la presenza dei Decepticons dietro le quinte del set, sventando le loro operazioni di copertura. Sunstreaker assieme al fratello Sideswipe e ad altri Autobots, quali Bumblebee, Wheeljack, Bluestreak, Smokescreen e Tracks, partecipava poi anche alla corsa automobilistica “Europa 2000”, una gara di oltre 2000 miglia da Parigi a Istanbul, dove  gareggiavano e si scontravano con gli Stunticons, un gruppo di auto spericolate della fazione dei Decepticons.

#### Lungometraggio "The Transformers: The Movie" (1986)
Nel lungometraggio “The Transformers - The Movie” del 1986, nel “futuristico” 2005 poi, durante il massiccio attacco Decepticon, faceva parte dei soldati al comando di Ultra Magnus ad Autobot City sulla Terra ed inoltre, era allo stesso momento di istanza anche sulla base lunare al comando di Optimus Prime, pilotando assieme a lui lo shuttle per condurre sulla Terra i Dinobots come rinforzi nel cuore della battaglia; tale sua presenza contemporaneamente in due posti diversi era da ritenersi senz’altro come una svista da parte degli animatori!

#### Transformers: The Headmasters (1987-1988)
In "Transformers: The Headmasters" Sunstreaker era presente sulla Terra nella battaglia iniziale nella quale perdeva la vita Optimus Prime. Nel 2011 poi, durante l’attacco dei Decepticons su Cybertron, faceva un secondo “cameo” di soli 5 secondi, nel quale lo si vedeva in modalità veicolo fuggire da una base inseguito e bombardato da Blitzwing in volo, infilandosi in un tunnel mentre l’aereo nemico andava a schiantarsi.
Vedere anche in dettaglio la voce: Personaggi di Transformers (G1).

## Giocattoli
Di questo personaggio sono state messe in commercio svariate riproduzioni, sia come giocattoli per bambini, che come articoli da collezionismo.